# Jeanne Toussaint
Pour les articles homonymes, voir Toussaint (homonymie).
Jeanne Toussaint, née le 13 janvier 1887 à Charleroi et morte le 7 mai 1976 en son domicile dans le 16e arrondissement de Paris, est une joaillière franco-belge. 
À son arrivée à Paris, elle se fait demi-mondaine comme sa sœur, qui la surnomme la panthère. Elle devient l'amie de Coco Chanel et l'amante de l'orfèvre Louis Cartier. En 1933, ce dernier en fait la directrice artistique de sa maison, elle le reste jusqu'en 1970. Elle marque de son empreinte les créations de Cartier, elle conçoit notamment les bijoux panthère, déclinés en bagues, bracelets, briquets, etc. Ainsi, sous son égide, le félin, symbole de féminité, devient l'emblème de la marque,.

## Biographie

### Une jeunesse mouvementée et vie mondaine
Jeanne Toussaint est la fille d'une dentellière, son père s'occupant de vendre la production de son épouse. Elle a une grande sœur, Charlotte, avec qui elle fréquente une institution religieuse à Bruxelles. Son père tombe malade et sa mère s'éprend d'un Allemand qui abuse des deux filles. Suivant sa sœur qui est partie à Paris, Jeanne Toussaint s'enfuit à l'âge de 13 ans.  
Elle entame ensuite une liaison avec le comte Pierre de Quinsonas, un homme qui vit à Bruxelles après s'être mis en rupture de ban avec l'armée française. Il l'emmène finalement à Paris et à l'âge de 16 ans lui offre ses premiers bijoux Cartier. Il lui promet de l'épouser, mais renonce sous la pression de sa famille,.  
En 1903 à Paris, Charlotte, qui vit dans un hôtel particulier du boulevard Malesherbes, l'introduit dans le milieu des cocottes. Elle est croquée par les artistes Paul Helleu, Adrien Drian et Giovanni Boldini. Menant une vie sentimentale chaotique, elle se distingue toutefois en décorant des sacs avec des broderies, des perles, des papilles et des chaînes, qui obtiennent un certain succès. 
Elle rencontre Louis Cartier à la veille de la Première Guerre mondiale, alors qu'il vient de divorcer. Âgé de 40 ans, il apporte plusieurs innovations à la maison de joaillerie familiale et l'embauche dans le comité de création qu'il préside, où elle dirige le département « Sacs, accessoires et objets ». 
Elle vit avec le baron Pierre Hély d'Oissel, qui l'installe rue des Belles-Feuilles (16e arrondissement ; elle a également vécu place d'Iéna), mais quand il entreprend de l'épouser, sa famille à lui aussi fait pression pour qu'il renonce. Il le fera pourtant bien plus tard, en 1954, et Jeanne Toussaint deviendra alors baronne.

### La maison Cartier
Entre-temps, elle a une liaison avec Louis Cartier, dont la famille refuse également leur union du fait de la réputation de la jeune femme ; mais il la choisit en 1933 (quand il quitte l'entreprise pour partir à Budapest en 1933 avec sa nouvelle femme, Jacqueline Almassy, comtesse hongroise épousée en 1924), pour lui succéder à la direction artistique de l'entreprise. Elle se distingue en rendant les montures des bijoux presque invisibles, afin de ne pas altérer les pierres précieuses qui les ornent. 
Pendant l'Occupation de Paris, elle tient la bijouterie rue de la Paix tandis que Louis Cartier s'est exilé aux États-Unis. En 1941, elle place dans les vitrines "l'Oiseau en cage", un bijou figurant un rossignol aux couleurs du drapeau français (en lapis-lazuli, corail et saphir) emprisonné dans une cage en or. Elle est arrêtée par la Gestapo, questionnée sur la signification du bijou et ce qu'elle sait – rien – de Charles de Gaulle, réfugié à Londres dans les bureaux de Cartier. Elle est libérée, selon la légende, par l'intervention de Coco Chanel. Elle organise par ailleurs le transfert à Biarritz du stock de bijoux laissé en dépôt par des clients d'une valeur totale de 50 millions de francs et à la libération de Paris, crée la célèbre broche "l'Oiseau libéré". En 1955, elle participe à la création de l'épée d'académicien de Jean Cocteau.
Elle introduit également dans les bijoux le thème du bestiaire animal avec des motifs de dragons, de chimères et une végétation luxuriante inspirée de l'orientalisme. On lui doit le bijou « Panthère » (porté par Barbara Hutton, Maria Félix ou encore Daisy Fellowes) qui devient emblème de la maison Cartier (elle décorait également de cet emblème d'autres objets : étuis à cigarettes, vanity-case ou encore poudrier) . Amie de Misia Sert et Gabrielle Chanel, elle est parfois surnommée « la Coco Chanel de la joaillerie ». Elle a féminisé la mode des années 1930. Elle symbolisa l'assurance du bon goût. Elle admira Balenciaga. Elle reste chez Cartier jusqu'en 1970, puis meurt en 1976.